# Igreja de São Domingos Maior

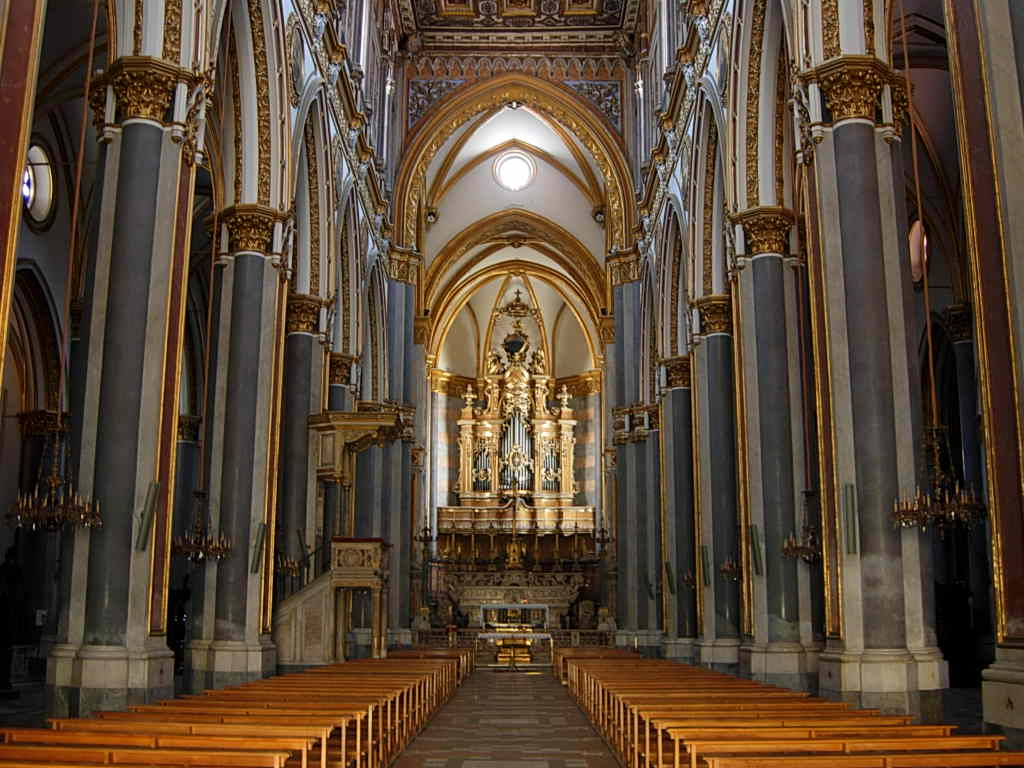
Visão interior da igreja

São Domingos Maior ou San Domenico Maggiore é um igreja em Nápoles, no sul da Itália, localizada em uma praça de mesmo nome.
No centro da praça há um obelisco com uma estátua de São Domingos (fundador da ordem dominicana) no topo.
O monastério anexado à igreja tem sido o lar de importantes nomes na história da religião e da filosofia. Foi o local original da Universidade de Nápoles, onde Tomás de Aquino voltou para ensinar teologia em 1272. O monge filósofo Giordano Bruno também morou lá.
Artisticamente, a característica mais notável são os afrescos de Pietro Cavallini na Brancaccio Chapel (1309).